# Scelolophia rubrotincta
Scelolophia rubrotincta là một loài bướm đêm trong họ Geometridae.